# 仁多楚清
仁多楚清，西夏官员，夏崇宗时军事首领，党项族，监军仁多㖫丁的儿子。
仁多楚清担任御史中丞。仁多㖫丁死后，其职由仁多保忠取代。仁多楚清虽职高而不得专兵权，向梁太后申请，还是不许他掌兵，怀怨。永安元年（1098年）十月，乘宋军攻入夏境，携家口四十余人间道投奔宋朝，并献金三百两，及冠服、宝玩、绣龙帐等。宋哲宗还其所献，任命他为甘州团练使、右厢卓罗一带都巡检使。